# Pussellidae
Pussellidae is een familie van kreeftachtigen uit de klasse van de Ostracoda (mosselkreeftjes).

## Geslachten
- Danipussella Wouters, 1988
- Pussella Danielopol in Maddocks, 1976